# Downwind
 (octobre 2012).
Si vous disposez d'ouvrages ou d'articles de référence ou si vous connaissez des sites web de qualité traitant du thème abordé ici, merci de compléter l'article en donnant les références utiles à sa vérifiabilité et en les liant à la section « Notes et références ».
Albums de Pierre Moerlen's Gong
Expresso II
(1978) Time Is the Key
(1979)
Downwind est le 3e album studio du groupe Pierre Moerlen's Gong, sorti en février 1979.
Comme les deux autres albums du Pierre Moerlen's Gong, la musique est très différente de celle du Gong de la période psychédélique (1969-1975). On est toujours dans la veine jazz-rock, avec toutefois un virage un peu plus pop/rock par rapport à Gazeuse! et Expresso II.
Aeroplane et What You Know sont de courtes chansons pop chantées par Moerlen, les premières depuis Shamal en 1975. Sur cette dernière, on retrouve aussi Mick Taylor à la guitare, il était présent sur leur précédent album, Expresso II sorti en 1978. Les parties de synthétiseurs qui sont jouées par Steve Winwood, s'ajoutent et parfois même s'entrecroisent avec les vibraphones sur la pièce-titre. Mike Oldfield, ami de longue date de Pierre Moerlen, joue la guitare, la basse, le synthétiseur Solina Strings et le tambour irlandais. Son frère, Terry Oldfield, joue la flûte sur la même pièce. Didier Lockwood au violon et Didier Malherbe au saxophone, sont aussi de la liste des invités. 

## Liste des titres
| No | Titre                               | Durée |
| -- | ----------------------------------- | ----- |
| 1. | Aeroplane (Moerlen, O'Lochlain)     | 2:42  |
| 2. | Crosscurrents (Moerlen)             | 6:13  |
| 3. | Downwind (Moerlen)                  | 12:34 |
| 4. | Jin-go-lo-ba (Babatunde Olatunji)   | 3:27  |
| 5. | What You Know (Moerlen, O'Lochlain) | 3:44  |
| 6. | Emotions (Moerlen)                  | 4:46  |
| 7. | Xtasea (Moerlen)                    | 6:40  |

## Personnel
- Pierre Moerlen : batterie, vibraphone, marimba, timbales, orgue, piano électrique, synthétiseurs , chant
- Ross Record : guitare, chant
- Hansford Rowe : basse
- Benoît Moerlen : vibraphone
- François Causse : percussions

## Invités spéciaux
- Didier Lockwood : violon (2,6,7)
- Mick Taylor : guitare (5)
- Mike Oldfield : guitare, basse, synthétiseur solina strings, tambour irlandais (3)
- Terry Oldfield : flûte (3)
- Didier Malherbe : saxophone (3)
- Steve Winwood : synthétiseur (3)